# مارمولک‌گونه
مارمولک‌گونه (نام علمی: Sauropareion) نام یک سرده از تیره پیش‌انجامگان است.